# 고전적 자유주의
고전적 자유주의(古典的自由主義, 영어: Classical Liberalism)는 경제적 자유에 중점을 두고 법치주의 아래에서 시민자유를 옹호하는 정치 이데올로기이자 자유주의의 분파이다. 경제적 자유주의와 밀접하게 관련되어 있으며, 19세기 초 도시화와 산업 혁명에 대응하여 이전 세기의 아이디어를 바탕으로 만들어졌다. 고전적 자유주의에 기여한 사상가는 존 로크, 장바티스트 세, 토머스 로버트 맬서스, 데이비드 리카도 등이 있다. 고전적 자유주의는 국부론 1권에서 애덤 스미스가 옹호한 경제 사상과 자연법, 공리주의, 사회 진보에 대한 믿음을 바탕으로 정립되었다. ‘고전적 자유주의’라는 용어는 19세기 초에 발생한 사회자유주의와 구별하기 위해 사용되기 시작했다. 루트비히 폰 미제스는 신자유주의라는 개념은 사회주의와의 타협으로 규정하여 고전적 자유주의를 변형할 필요에 대해 부정적이었다. 하지만 신자유주의자들은 19세기에 고전적 자유주의의 실패 즉, 대기업의 카르텔의 독점과, 가난의 문제에 대해 대답을 주지 못함을 강조하여 누진세나, 기업의 규제방안을 내 놓았다.

## 같이 보기
- 월터 리프먼
- 신자유주의